# Wojciech Konikiewicz

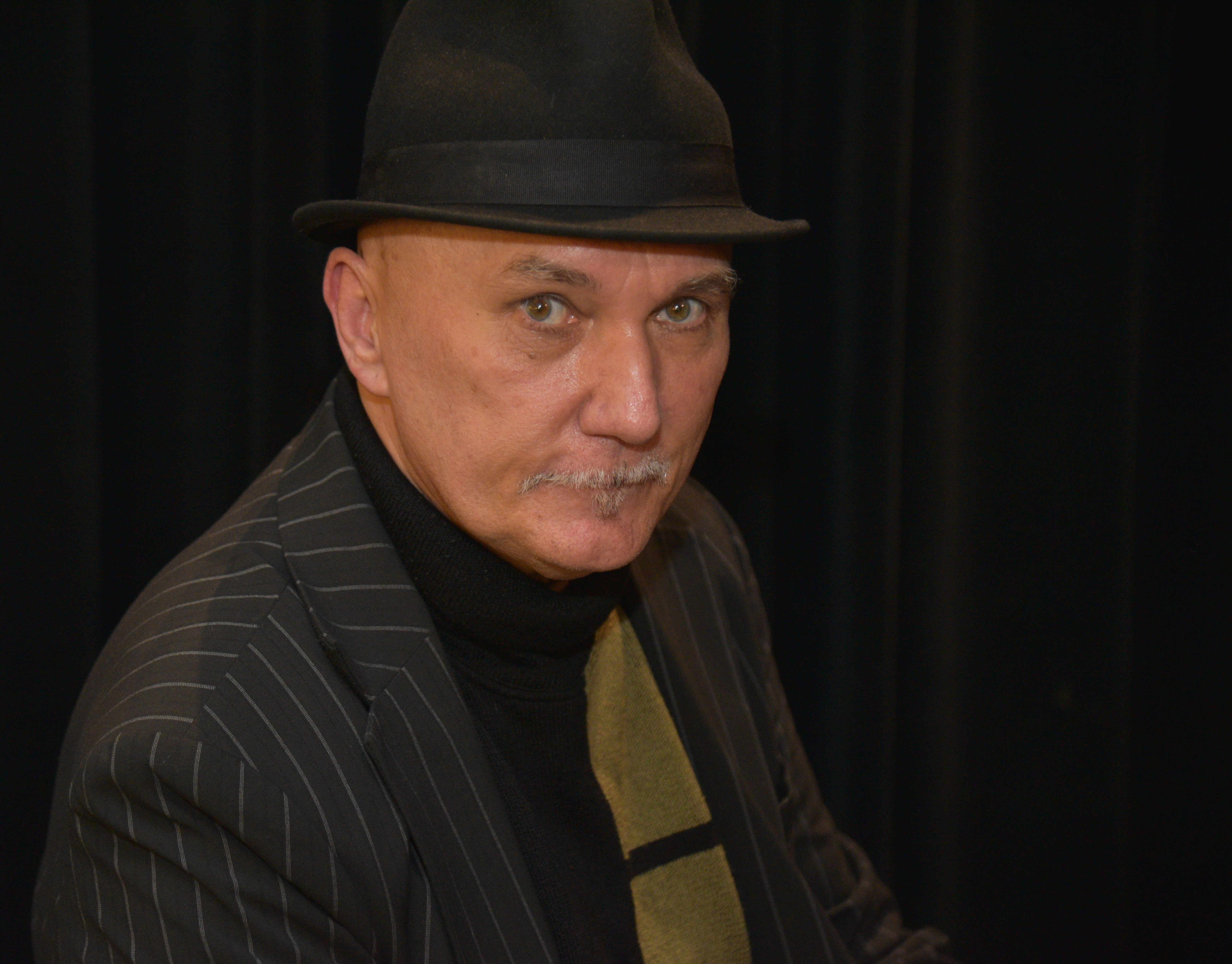
Wojciech Konikiewicz, Pińczów (2022)

Wojciech Konikiewicz (ur. 26 kwietnia 1956 we Wrocławiu) – polski pianista, keyboardzista, organista, gitarzysta, gitarzysta basowy, a także producent muzyczny.

## Kariera
Zadebiutował w 1980 roku na Międzynarodowej Wiośnie Estradowej w Poznaniu, występując z własnym trio, zaś od lata 1982 roku, przez kilka miesięcy współtworzył z basistą Mietkiem Jureckim i perkusistą Jackiem Ratajczykiem zespół Free Funk Trio (w 2019 roku ukazał się na dwóch płytach kompaktowych zapis występu formacji we wrocławskim klubie Rura). W 1984 przeprowadził się do Warszawy.
W latach 80. związał się z progresywnym, poszukującym nurtem polskiego jazzu współtworząc, prowadząc, bądź wspierając swoim udziałem m.in. Tie Break, Sesję Acoustic Action, Green Revolution, czy Free Cooperation. Od 1985 współpracuje z muzykami z kręgu czołowej, brytyjskiej grupy Pinski Zoo (saksofonista Jan Kopinski) koncertując oraz nagrywając płyty w Polsce i Wielkiej Brytanii (m.in. trio Zone K, którego płyta zebrała liczne recenzje w prasie brytyjskiej – od The Guardian do The Wire).
Równocześnie rozwija inne formy działalności występując jako solista, kreując muzykę elektroniczną (m.in. w Studio Eksperymentalnym P.R.), biorąc udział w różnorodnych multimedialnych oraz interdyscyplinarnych projektach i przedsięwzięciach, realizując wg własnej koncepcji i prowadząc artystycznie festiwale (np. wrocławski New Jazz Index), warsztaty muzyczne i wykłady (m.in. Uniwersytet Jagielloński, w Anglii – University & College Chichester, Leeds College of Music, Newcastle University, USA – University of Michigan, Kenia – Kenyatta University i Japonii). Bierze także udział w konferencjach naukowych i seminariach poświęconych zarówno muzyce, jak i kulturze jako całości.
Latem 1990 roku nagrał materiał na płytę Muzyka Nowej Przestrzeni, rozpoczynając tym samym historię polskiego ambientu. Pięć utworów zarejestrowanych na żywo na cyfrową taśmę DAT – odsłaniały struktury i barwy, jakich dotąd w polskiej muzyce elektronicznej nie było. Muzyka Nowej Przestrzeni była jednak dziełem zbyt prekursorskim, żeby kogokolwiek można było zainteresować jego wydaniem. Dopiero po trzech latach od jego rejestracji, znalazła się oficyna, która opublikowała go na kasetach magnetofonowych. Premiera materiału w formie albumu miała miejsce dopiero po 26 latach, gdy ukazał się na płycie kompaktowej wydanej nakładem GAD Records.
Muzyk jest także członkiem Rady prestiżowego amerykańskiego towarzystwa ISIM (International Society for Improvised Music).
Współpracował i występował z wieloma wybitnymi polskimi artystami jazzowymi – Andrzejem Przybielskim, Tomaszem Szukalskim, Tomaszem Stańko, Zbigniewem Wegehauptem, Krzysztofem Ścierańskim, Cezarym Konradem, Kazimierzem Jonkiszem, Mariuszem Mielczarkiem, Michałem Kulentym, Zbigniewem Lewandowskim, Piotrem Baronem, Aleksandrem Koreckim, Januszem Iwańskim, Jerzym Mazzollem, Marcinem Pospieszalskim, Mateuszem Pospieszalskim i in.
Od 1997 roku prowadzi założoną przez siebie supergrupę Tribute To Miles Orchestra, z którą nagrał dla Warner Music płytę TTMO Live.
Od powstania grupy artysta co roku prowadzi jej specjalny koncert w rocznicę odejścia Milesa Davisa – impreza ta gromadzi liczną publiczność i jest stałym, ważnym wydarzeniem na jazzowej mapie Polski.
Jego wydana w 2007 roku płyta My Room 101 została uznana za „jedną z najciekawszych i najbardziej oryginalnych produkcji w naszej polskiej jazzowej perspektywie” (Dominik Burakowski „Diapazon”). Artysta prezentując ją ze swoim triem Transgroove przemierzył przestrzeń od Meksyku, przez USA, Indie do Afryki.
Wspierał brzmieniem swych klawiatur oraz jako producent muzyczny, czołówkę polskiego rocka – Grzegorz Ciechowski, Tomasz Lipiński, Robert Brylewski, Lech Janerka, Tomasz Budzyński i in., a także zespoły: Klaus Mitffoch, Armia, Izrael, Kultura, Tilt, Deuter, 52UM, T.Love, Obywatel G.C. i inne.
Wielokrotnie występował w Jarocinie oraz na innych festiwalach rockowych i jazzowych (Jazz Jamboree, Warsaw Summer Jazz Days, etc.) – w Polsce i za granicą. Ma także na koncie współpracę i koncerty z czołowymi muzykami brytyjskimi z kręgu rocka, reggae i ethno, takimi jak: Benjamin Zephaniah, Jean-Jacques Burnel (z The Stranglers), Ian Paice (z Deep Purple) i Asian Dub Foundation (udział nagraniu płyty Enemy of th Enemy, na której gościnnie wystąpiła także Sinéad O’Connor oraz Dr Das).
Uważa się za muzyka uniwersalnego, ponieważ uprawia zarówno jazz, jak i rock, muzykę elektroniczną oraz współczesną muzykę eksperymentalną (wiele utworów kameralnych m.in. na saksofon i fortepian, trio stroikowe, harfę i organy, kwartet smyczkowy, chór, symfonia na orkiestrę kameralną). Ważnym momentem w tej części jego twórczości był autorski koncert kompozytorski na Akademii Muzycznej im. Fryderyka Chopina w Warszawie w 1991 roku, w ramach którego została zaprezentowana jego muzyka kameralna w wykonaniu orkiestry Camerata Vistula i zaproszonych solistów oraz muzyka na trio jazzowe prowadzone przez samego kompozytora, wydana potem na płycie Another Form of Communication równocześnie przez Koch International i paryskie wydawnictwo Arting.
Tworzy muzykę do spektakli telewizyjnych, operowych, teatralnych, baletowych, pantomimy przede wszystkim zaś do filmów – fabularnych, dokumentalnych, eksperymentalnych i animowanych (kilkadziesiąt tytułów). Współpracuje z polskimi i zagranicznymi reżyserami (m.in. Jerzy Domaradzki, Waldemar Szarek, Stefan Niedziałkowski, Rafał Wieczyński, Krzysztof Krauze, Jerzy Zalewski, Franciszek Trzeciak, Olivier Gerard).
Tworzy dla teatrów i zespołów baletowych (m.in. Bernard Mangin Theatre, Michel Crestin, Teatr Rozmaitości, Teatr Żydowski, Teatr Mimu Stefana Niedziałkowskiego, Teatr Tańca NEI, Art Color Ballet).
W jego autorskich i wspólnych projektach biorą udział czołowi polscy, amerykańscy (Frank Parker, Ed Sarath i in.), niemieccy, francuscy, brytyjscy czy japońscy (Hideto Kanai, Takayuki Kato, Natsuke Tamura i in.) muzycy. Koncerty artysty mają zróżnicowany charakter – od plenerowych koncertów elektronicznej Muzyki Nowej Przestrzeni- Electronopolis, poprzez solowe recitale fortepianowe, czy organowe, występy licznych, autorskich formacji jazzowych do koncertów rockowych i działań multimedialnych.
Pisze muzykę na otwarcie wystaw sztuki współczesnej (m.in. Arsenał, Tumult toruński, Centrum Sztuki Współczesnej Zamek Ujazdowski).
Ma w swoim dorobku ok. 100 płyt, w tym kilka wydanych przez renomowane światowe wytwórnie (Warner, KOCH International, SLAM Productions).
Działa jako producent muzyczny, remikser, tworzy także muzykę elektroniczną.
Koncertował w wielu krajach – m.in. Wielkiej Brytanii, Rosji, Niemczech, Szwajcarii, Francji, Skandynawii, Czechach, USA, Korei Południowej, Japonii, Indiach, Meksyku, Kenii, Etiopii.
Współpracował i współpracuje z wieloma wybitnymi aktorami: polskimi (Anna Nehrebecka, Mieczysław Voit, Jerzy Zelnik, Krzysztof Majchrzak, Mateusz Damięcki, Magdalena Różczka, Mirosław Konarowski) oraz zagranicznymi (Thomas Buckner).
W 2008 roku pierwszą sesją zainaugurował działalność swego Niezależnego Instytutu Harmonii i Dźwięku, któremu patronuje wybitny polski uczony o międzynarodowej sławie, ekofilozof prof. Henryk Skolimowski.
W 2010 w Opera Nova w Bydgoszczy odbyła się premiera i rejestracja telewizyjna spektaklu Magiczny fortepian Chopina z muzyką i librettem autorstwa WK, ukazały się także płyty: DVD Tomasza Lipińskiego i Tiltu, której był producentem oraz Superego grupy 52UM z Robertem Brylewskim.
Także w 2010 r. wspólnie z Brian Auger Oblivion Express zagrał premierowy koncert swego tria Transgroove w nowym składzie z amerykańskim perkusistą Frankiem Parkerem (ex. Kurt Elling Quartet i in.).
W 2012 r. wystąpił ze swoim międzynarodowym trio na festiwalu jazzowym w Królewcu, w 2013 – na Adi Jazz Festival w Łodzi.
W 2013 r. rozpoczęło działalność jego nowe free rockowe trio KoLeLu, w którym w niekonwencjonalny i oryginalny sposób gra na gitarze.
Wystąpił w koncercie solowym, improwizując na przetwarzanym elektronicznie fortepianie do muzyki wybitnej polskiej kompozytorki, Hanny Kulenty. Zagrał także ze swoim sztandarowym elektrycznym składem – Transgroove.
Nagrał też, w podwójnej roli jako producent i klawiszowiec – najnowszą, trzecią z kolei płytę grupy 52UM – Introversja.
W 2014 r. skomponował muzykę do nowego spektaklu pt. The Spirit of Sound znakomitego reżysera i aktora mimu – Stefana Niedziałkowskiego.
Doprowadził także do reaktywacji orkiestry jazzowej Free Cooperation (którą obecnie prowadzi) i wydania jej płyty przez Polskie Radio. Nagrał oprócz tego jeszcze 3 inne płyty.
W 2015 na festiwalu Jazz nad Odrą poprowadził i wyreżyserował uznany za jego najciekawsze wydarzenie koncert/spektakl multimedialny pt. Po co polskiemu jazzowi awangarda – z udziałem elity artystycznego tego nurtu. Także w tym roku:
Wystąpił ze swoim trio na festiwalu Jazz na Starówce oraz Festiwalu Rodzin Bachów w Częstochowie, z Tribute To Miles Orchestra w specjalnym międzynarodowym składzie w rocznicę śmierci M.Davisa, odbył w Wielkiej Brytanii trasę koncertową z zespołami Pinski Zoo i Zone K, skomponował muzykę do spektaklu teatralnego Pieśń Pieśni – Shir Hashirim oraz do 2 filmów eksperymentalnych.
W 2016 m.in. wystąpił ze swoim trio na festiwalu Jazz nad Odrą, a także we Lwowie, poprowadził koncerty orkiestry Free Cooperation w CSW Elektrownia w Radomiu oraz na festiwalu Kręgi Sztuki w Cieszynie, a także kolejny koncert Tribute To Miles Orchestra, odbył także – w trio – znakomicie przyjętą trasę w Chinach.
Nagrał także, również jako producent, płytę w duo z legendarnym poetą wrocławskiego rocka – Krzysztofem „Kamanem” Kłosowiczem.
Pracuje równolegle nad kilkoma polskimi i międzynarodowymi (Chiny, Korea, Wlk. Brytania) projektami płytowymi i koncertowymi oraz reaktywacją autorskiego festiwalu New Jazz Index we Wrocławiu.
Przez 5 lat prowadził autorską audycję pt. Jazz- nie jazz w Jazz Radio.
Publikuje także liczne eseje, recenzje i artykuły w prasie muzycznej oraz Internecie. Udzielił wielu wywiadów, z których szereg ukazał się w formie książkowej (m.in. Znający tajemnice dźwięku zna tajemnicę Wszechświata w publikacji Zbigniewa Kresowatego pt. Między Logos a Mythos (wyd. WKA Miniatura). Jerzy Zalewski „Pod prąd – przewodnik po IV Rzeczypospolitej t.1 Wyd. 2 Kolory, ostatnio „Wrocławska niezależna scena muzyczna 1979-1989” Wyd.Rita Baum 2015)
Jest zaangażowany w działanie reaktywowanego w czerwcu 2016 Związku Zawodowego Muzyków RP, którego jest przewodniczącym.

## Wykształcenie
Niezależnie od wykształcenia muzycznego (fortepian pod kierunkiem kilku pedagogów oraz w PSM II st. w Toruniu, indywidualne studia w dziedzinie kompozycji u prof.R.Bukowskiego, jazz: Siegfried Kessler, Henryk Słaboszowski, Ryszard Misiek) ukończył także studia w dziedzinie inżynierii dźwięku na wydziale elektroniki Politechniki Wrocławskiej w Instytucie Telekomunikacji i Akustyki.
Studiował także filozofię (jako wolny słuchacz).

## Odznaczenia
- 2008: Odznaka honorowa „Zasłużony dla Kultury Polskiej” przyznana przez ministra Kultury i Dziedzictwa Narodowego.
- 2017: Srebrny Medal Gloria Artis przyznana przez ministra Kultury i Dziedzictwa Narodowego.